# Morrocurt de Claret
Morrocurt és una masia prop del nucli de Claret, al municipi de Torà (Solsonès), inclosa a l'Inventari del Patrimoni Arquitectònic de Catalunya.

## Situació
Està situada a llevant de Claret, a tocar del terme de Pinós, a mitjana altura del vessant nord de la Serra de Claret i a l'esquerre del barranc de Figuerola. És una masia molt aïllada.
Per anar-hi cal agafar el trencall a la dreta (SE) (senyalitzat "Oliva") que hi ha a la carretera de Torà a Ardèvol, aproximadament a 5,8 km. des de Fontanet, poc després d'haver deixat a l'esquerra la masia de cal Miqueló (41° 50′ 24.01″ N, 1° 28′ 41.9″ E / 41.8400028°N,1.478306°E). Als 200 metres es deixarà, a l'esquerra, la masia del Boix. Als 1,2 km. (41° 50′ 16.07″ N, 1° 29′ 5.38″ E / 41.8377972°N,1.4848278°E) es pren la pista de la dreta (la de l'esquerra duu a l'Oliva). Es continua per la pista principal fins al km. 2,4 (41° 49′ 55″ N, 1° 29′ 5.84″ E / 41.83194°N,1.4849556°E) on deixarem la que puja a la Petja i agafarem la de la dreta que ens deixarà, als 3,5 km, a Morrocurt.

## Descripció
Edifici principal amb diferents edificis annexos al voltant.

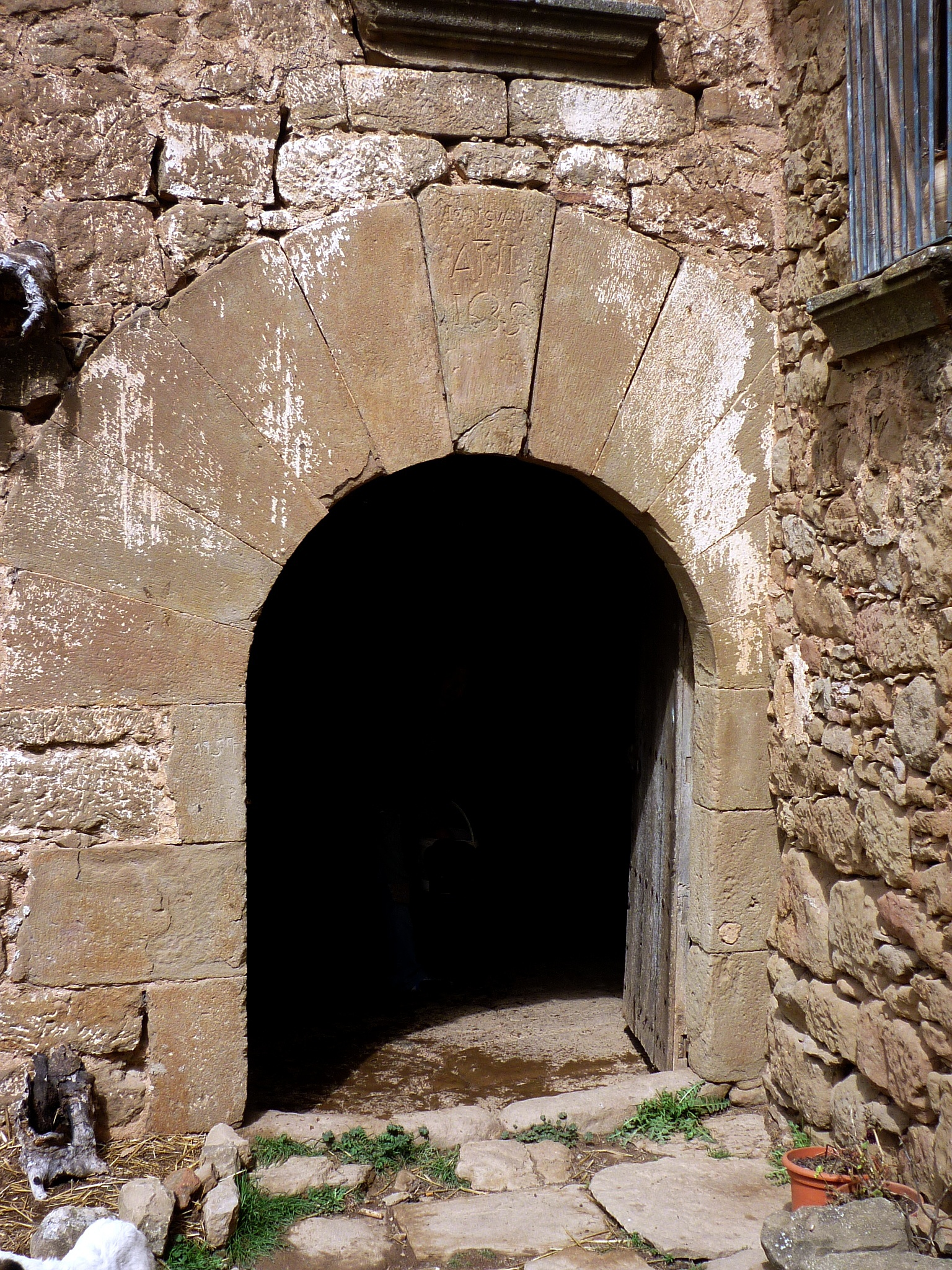
Portal

Té planta baixa, primer pis i zona de golfes. A la façana principal (sud-est), la porta d'accés és en arc de mig punt, a la clau duu la data de 1635. A sobre hi ha una finestra. La resta de la façana està ocupada per un edifici adjunt, a la dreta. A la façana sud-oest, a la planta baixa no hi ha cap obertura, a la planta següent hi ha dues finestres amb llinda de pedra i ampit, a la darrera hi ha dues petites finestres. A la façana nord-oest, a la planta baixa a la dreta, té un petit edifici adjunt. A les dues plantes següents hi ha una finestra. A la façana nord-est, hi ha una finestra a la segona planta a la dreta, i una altra de dimensions més petites a l'esquerra. La coberta és de dos vessants (nord-oest, sud-est), acabada amb teules.
L'edifici adjunt a la façana principal, té un balcó a la segona planta de la façana sud-oest. A la façana sud-est, hi ha una finestra petita a la planta baixa. La coberta és d'un vessant (sud-oest), acabada amb teules.
L'edifici adjunt a la façana nord-oest, té una sola planta. A la façana nord-oest té una gran entrada amb llinda de formigó. A la façana sud-oest, té una entrada amb llinda de pedra i porta metàl·lica a la planta baixa, i una finestra amb llinda de fusta a la part superior. La coberta és d'un vessant (nord-oest) acabada amb fibrociment.